# Fulvio Valbusa
Fulvio Valbusa (Verona, 15 februari 1969) is een Italiaans langlaufer.

## Carrière
Valbusa nam vijfmaal deel aan de Olympische Winterspelen en won hierbij in totaal twee medailles op de estafette. In 1998 won Valbusa de zilveren medaille met een achterstand van 0,2 seconde op het goud. Acht jaar later in eigen land won Valbusa de gouden medaille op de estafette.
Op de wereldkampioenschappen won Valbusa drie bronzen medailles op de estafette en een zilveren medaille op de 15 kilometer in 2005 en de bronzen medaille in 1999.

## Resultaten

### Olympische Winterspelen
| Jaar | Plaats         | Resultaten                                                                                    |
| ---- | -------------- | --------------------------------------------------------------------------------------------- |
| 1992 | Albertville    | 17e 30 km klassiek                                                                            |
| 1994 | Lillehammer    | 29e 10 km klassiek 22e achtervolging                                                          |
| 1998 | Nagano         | 11e 10 km klassiek · 5e 30 km klassiek · 5e 30 km vrij · 5e achtervolging · 4x10 km estafette |
| 2002 | Salt Lake City | 27e sprint 31e 15 km klassiek 18e 15 km achtervolging                                         |
| 2006 | Turijn         | 12e 15 km klassiek · 30e 50 km vrij · 4x10 km estafette                                       |

### Wereldkampioenschappen langlaufen
| Jaar | Plaats              | Resultaten                                                                         |
| ---- | ------------------- | ---------------------------------------------------------------------------------- |
| 1993 | Falun               | 19e 10 km klassiek 11e achtervolging                                               |
| 1995 | Thunder Bay         | 16e 10 km klassiek · 16e achtervolging · estafette                                 |
| 1997 | Trondheim           | 6e 10 km klassiek · 5e 30 km vrij · 5e achtervolging · estafette                   |
| 1999 | Ramsau am Dachstein | 9e 10 km klassiek · 4e 30 km vrij · 15e 50 km klassiek · achtervolging · estafette |
| 2001 | Lahti               | 26e 15 km klassiek 14e 50 km vrij 8e achtervolging                                 |
| 2003 | Val di Fiemme       | 48e 50 km klassiek 18e 50 km vrij 10e 4x10 km estafette                            |
| 2005 | Oberstdorf          | 15 km vrij · 9e achtervolging · 4e estafette                                       |